# Karluk Törzsszövetség

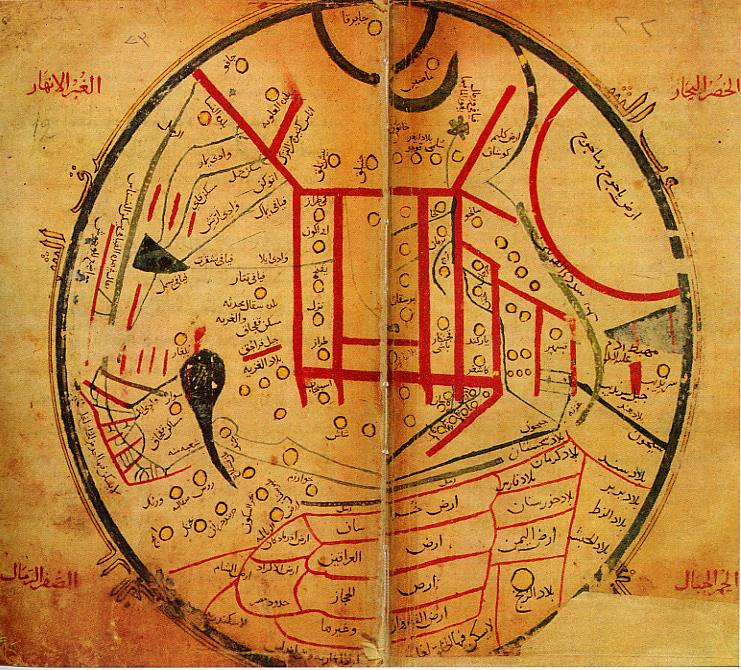
Térkép Mahmud al-Kashgari Dīwān című művéből, a térképen a türk törzsek elhelyezkedése látható (11. század)

A karlukok (más néven: qarluqok, karlukok, ótörökül: 𐰴𐰺𐰞𐰸, Qarluq, paramongolul: Harluut, egyszerűsített kínai: 葛逻禄; hagyományos kínai: 葛邏祿 Géluólù ; szokásos hangtani: Gelu, Khololo, Khorlo, perzsa: خَلُّخ, Khallokh, arabul: قارلوق Qarluq) kiemelkedő nomád törzsi törzsszövetség volt, amely a Kara-Irtysh (Fekete-Irtysh) és a Tarbagatai-hegység területén élt, az Altaj-hegységtől nyugatra, Közép-Ázsiában.
A karlukok adták a nevüket a türk nyelvek különálló karluk csoportjának, amelybe az ujgur, üzbég és ilitürk nyelvek is beletartoznak. A karlukok a Göktürk kaganátuson belül önálló státusszal rendelkező, összefüggő népcsoportként voltak ismertek, valamint a karluk yabghu, a karahánidák és a karlugidák független államai voltak, mielőtt a mongol birodalom Csagatáj Kánságba olvadtak volna be.
Uch-Oghuznak is nevezték őket, ami azt jelenti, hogy "Három oguz". A nevek hasonlósága ellenére Mahmud al-Kashgari Dīwān Lughāt al-Turk című művében ezt írta: „A karlukok a nomád törökök egy osztálya. Az oguzoktól elkülönülnek, de ugyanolyan türkmének, mint az oguzok.”

## Történelmük

### Korai történelmük és előzményeik
A kora középkorban a Göktürk, vagy Türk Kaganátus három törzse megalakította az Uch-Karluk (Három Karluk) uniót; az unió vezetője kezdetben az Elteber (vezető) címet viselte, amelyet később Jabgu-ra (herceg) emeltek.
A kaganátus 600 körül a nyugati és a keleti kaganátusra, történt felosztása után az Uch-karlukok a csujuévkkal és beishikkel a nyugati türk kaganátusnak kerültek az alárendeltségébe. A göktürkök bukása után a karluk konföderáció később más türk törzseket is magába olvasztott, mint a csigileket, tuhszikat, azkishi-ket, türgeseket, khalajeseket, csarukokat, barszkánokat, valamint iráni szogdikat és egyéb nyugat-ázsiai és közép-ázsiai bevándorlókat.
630-ban Ashina Helu, a keleti török kaganátus iszbara kagánja a kínaiak fogságába esett. Trónörököse, a "kisebbik kán" Hubo a nép nagy részével és 30 000 katonával az Altajba menekült. Nyugaton meghódította a karlukokat, északon a kirgizeket, és felvette a "Jizhuchebi kagán" címet. A karlukok a tielekkel és vezetőikkel, az ujgurokkal szövetkeztek a türk kaganátus ellen, és részt vettek a győztes ujgur vezér (Toquz Oghuz) trónra ültetésében. Ezt követően a karlukok kisebb része csatlakozott az ujgurokhoz, és a mongóliai Bogdo-Ola hegységben telepedett le, nagyobb részük azonban az Altaj és a keleti Tien-Shan közötti területen telepedett le.
A karlukról szóló első kínai hivatkozás 644-re datálható, a forrás megemlíti, hogy a karlukok manicheusok, valamint Shi-Geluolunak nevezi őket. A "Shi" előtag valószínüleg oroszlánt jelen. Ugyan ebben az évben a muszlim források szerint, az Emevi dinasztiából származó Ömer kalifa (634-644) hódításai a muszlimokat szembeállították a törökökkel Khoraszánban és Transzoxániában, valamint a Kaukázusban. A Karlukok feltételezhetően nagyban hozzájárultak a türkök védelmi tevékenységeihez, a középázsiai térségben.
650-ben, a kínaiaknak való behódolásuk idején a karlukoknak három törzse volt: Blak, Chisi (*Sebeg) és Tashili. Papíron a karluk körzetek kínai tartományokként kínai neveket kaptak, vezetőik pedig kínai állami címeket, azonban ennek a pontos bizonyítására nincs elég történelmi bizonyíték. Később a karlukok a Kerlyk folyó völgyétől az Irtis folyó mentén az Altaj nyugati részén a Fekete-Irtisen túlra, Tarbagatájig és a Tien Shan felé terjedtek.
665-re a karluk szövetség élére egy korábbi Uch-karluk bej állt, Kül-Erkin címmel, immár "Jabgu" (herceg) néven, aki hatalmas hadsereggel rendelkezett. A karluk előőrs elhagyta az Altaj-vidéket, és a 8. század elején elérte az Amu-Darja partját.
A muszlim korszak előtti időkben a szőtt szőnyegeikről híres Tang-dinasztia vazallusállamnak tekintette őket, miután a kínaiak 739-ben végleg meghódították a transzoxániai területeket. A karlukok 745 körül fellázadtak a göktürkök, a térség akkori uralkodó törzsszövetsége ellen, és új törzsszövetséget hoztak létre az ujgur és a basmil törzsekkel. A karlukokat és a basmileket azonban legyőzték, és erőszakkal beolvasztották a Toquz oguz törzsszövetségbe, amelyet az ujgur Yaglakar klán vezetett. A Tangoktól való 751-es elszakadásukig a kínai befolyási övezetben maradtak, és aktívan részt vettek a muszlim terjeszkedés elleni harcban. A kínai beavatkozás Nyugat-Turkesztán ügyeibe megszűnt, miután 751-ben a talasi csatában az arab hadvezér, Ziyad ibn Salih vereséget szenvedett tőlük. Az arabok elűzték a karlukokat Ferganából.
766-ban, miután leigázták a zhetysui turgeszeket, a karluk törzsek kánságot alakítottak egy jabgu uralma alatt, elfoglalták Szujabot, és oda helyezték át a fővárosukat. Ekkorra a törzs nagy része elhagyta az Altajt, és a zhetysui uralom a karlukokra szállt. Yabgu címet viselő uralkodójukat gyakran említik az orkhoni feliratok. A pahlavi szövegekben Tocharisztán egyik karluk uralkodóját Yabbu-Hakan (Yabgu-Kagan) néven emlegették. A nyugati türk kaganátus bukásával Zhetysu a türk népek birtokában maradt, függetlenül akár az araboktól, akár a kínaiaktól.
822-ben az ujgurok négy karlukot küldtek adományként a Tang-dinasztia Kínájának.

### Kirgiz időszak

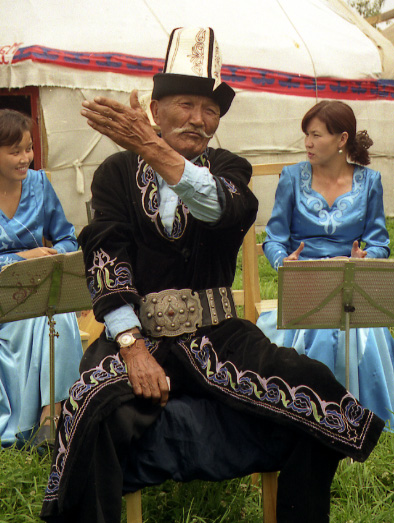
Kirgiz férfi népviseletben

A 829-840-es kirgiz-ujgur háború előtt a kirgizek a Jenyiszej folyó felső medencéjében éltek. Nyelvészetileg nyelvük az altáji nyelvvel együtt a türk nyelvcsalád különálló kirgiz csoportjába tartozik. Abban az időben becslések szerint 250 000 lakosuk és 50 000 fős hadseregük volt. A kirgizek győzelme a háborúban a karluk kapujához juttatta őket. Elfoglalták Tuvát, Altajt, Dzungária egy részét, és elérték Kasgárt. A 840-es években a kirgizek a karlukokkal szövetkezve az ujgurok ellen megkezdték Zhetysu azon részének elfoglalását, amely a mai otthonuk. A karluk függetlenség 840 körül ért véget. A törzsszövetség uralmából alárendelt helyzetbe kerültek. A kirgizek a kara-khitánok 1124-es pusztulásáig hatalom maradtak Zhetysuban, amikor is nagy részük a tuvai központjukból visszatelepült a Minusinszki mélységbe, és a karlukok ismét uralkodóvá váltak Zhetysuban.
A gazdag zhetysu városokra épülő karluk állam pozíciója a 9. század eleji háborús kudarcok ellenére is erős maradt. Yabgu a Szír-Darja rabszolgapiacain folytatott jövedelmező rabszolga-kereskedelemből, az abbászida kalifák számára őrök eladásából és a Kínába vezető tranzitút ellenőrzéséből gazdagodott a Taraz és Issyk Kul közötti szektorban. A Ferganában a karlukok pozíciója a kiűzésükre irányuló arab kísérletek ellenére egyre erősödött.
A három évszázadon át uralkodó utolsó, Ötükenben székelő kagán bukása teljesen új geopolitikai helyzetet teremtett egész Közép-Ázsiában. Háromszáz év óta először tűnt el végleg az a hatalmas hatalmi központ, amely Turkesztánban megteremtette bármely állam terjeszkedésének vagy akár létezésének lehetőségét. Ezentúl a türk törzsek csak a kagáni címet öröklő klán magas rangját ismerték el, de soha többé nem az egységesítő hatalmát. Több muszlim történész is állítja, hogy miután az ujgurok elvesztették hatalmukat (840), a legfőbb hatalom a türk törzsek között a karluk vezetőkre szállt. Az Ashina klánnal, a türk kaganátus uralkodó klánjával való kapcsolat lehetővé tette a Karluk dinasztia számára, hogy legitim öltözékbe öltöztesse hatalmát, és a régi Yabgu címet feladva felvegye az új kagán címet.

### Karahánidaidőszak
940 felé a déli határról a "pogány" jágmák elfoglalták a Csu völgyét és a karluk fővárost, Balasagunt. A yagma uralkodó a karahánoknál igen elterjedt Bogra-kán (tevekán) címet viselte. A jágmák gyorsan folytatták az összes karluk föld feletti ellenőrzés átvételét. A 10-12. században a Tian Shan fő láncolatának mindkét oldalán lévő földeket a karahánida Ilek-khánok (a föld kánjai) vagy egyszerűen a karahánidák (nagy kánok) uralma alatt egyesítették. A karahánida állam hűbérbirtokokra oszlott, amelyek hamarosan függetlenné váltak.
A Karahánida Kánságot a 9. században alapították a karluk, csigilok, jágmák és más törzsek szövetségéből. Később, a 10. században egy karahánida szultán, Satuq Bughra Khan áttért az iszlámra. Fia, Musa 960-ban államvallássá tette az iszlámot. A birodalom elfoglalta a mai Észak-Irán és Közép-Ázsia egyes részeit. Ez a régió karahánida fennhatóság alatt maradt, és változó időszakokban a szeldzsuk és a kara-khitán független vazallusa maradt. A Karahánida Kánság akkor ért véget, amikor a nyugati kánság utolsó uralkodóját 1212-ben a khwarezmidok megölték. A kara-khitánokat és a khwarezmideket is elpusztította később a mongol invázió.

### Kitaj időszak
A 10. század elején egy, a mongolokkal rokon törzs, a mongolokkal keveredve élő kitajok hatalmas birodalmat alapítottak, amely a Csendes-óceántól a Bajkál-tóig és a Tian Shanig terjedt, kiszorítva a török lakosságot. A kitaj nyelvet a para-mongol nyelvek közé sorolják: távoli rokonságban áll a mongolok nyelvével.
1125-ben egy tunguz nép, a jurchenek szövetségre léptek a déli Szunggal, véget vetve ezzel a kitájok uralmának. A kitaj száműzöttek, élükön Yelü Dashi, a kitaj királyi család egyik tagjával, nyugatra vándoroltak. A kitajok a Zhetysutól keletre fekvő Tarbagatai-hegységben telepedtek le, és számuk 40 000 sátorra nőtt.
1130 körül Balasagun helyi karahánida uralkodó segítséget kért tőlük az ellenséges kankaliszták és karlukok ellen. A khitánok elfoglalták Balaszagunt, elűzték a gyenge karahánida uralkodót, és megalapították saját államukat, amely a Jenyiszej folyóktól Tarazig terjedt. Ezután meghódították Kankalit és leigázták Hszincsiangot. 1137-ben Khujand közelében legyőzték a transzoxániai karahánida uralkodót, Mahmud kánt, aki ezután a szeldzsukokhoz, szuverén uralkodójukhoz fordult segítségért. A kara-khitánok, akiket a Hvárezmiekkel (akkor szintén a szeldzsukok vazallusa) is meghívtak, hogy meghódítsák a szeldzsukok területeit, valamint a karahánidákkal konfliktusba keveredett karlukok beavatkozásra irányuló felhívására válaszul, ezután Szamarkandig nyomultak előre. 1141-ben a szeldzsukok Szandzsar nagyszeldzsuk szultán vezetésével szintén megérkeztek seregével Szamarkandba, de a katwani csatában a kara-hitánok legyőzték őket, ami után a kara-hitánok uralkodóvá váltak Transzoxániában.
A nyugati Kitaj állam török nevén, Kara-Khitán Kánság néven vált ismertté, uralkodójuk pedig a török Gurkhan "kán veje" címet viselte. Az eredeti ugor-karluk konföderáció kettészakadt a nyugati karahánida államra és a keleti Karakhitay államra, amely egészen a mongol invázióig fennmaradt. Mind nyugaton, mind keleten a karluk fejedelemségek megtartották autonóm státuszukat és őshonos uralkodóikat, bár Karakhitayban a karluk kán, akárcsak Szamarkand uralkodója, kénytelen volt elfogadni a gurkánok állandó képviselőjének jelenlétét.
A gurkhánok korlátozott területeket igazgattak, 1170-ben 84 500 család lakta őket közvetlen uralom alatt. A gurkánok székhelyét Khosun-ordunak (szó szerint "Erős Ordu") vagy Khoto ("Ház") nevezték. A karluk főváros Kayalik volt. A karahánidák továbbra is uralkodtak Transzoxániában és Nyugat-Hszincsiangban. A kara-khitánok nem avatkoztak bele a nép vallásába, de az iszlám egyre kevésbé lett domináns, mivel a többi vallás kihasználta az új szabadságot, és növelte híveinek számát. Illés III. nesztoriánus pátriárka (1176-1190) vallási metropóliát alapított Kashgarban. A Karakhitay metropolita a Kashghar és Navakat metropolitája címet viselte, ami azt mutatja, hogy a kashgari székház Zhetysu déli részét is ellenőrizte. A Tokmak és Pishpek temetőiben található legrégebbi nesztoriánus sírok a Karakhitay uralom korszakából származnak. Ata-Malik Juvayni azonban hangsúlyozta a muszlimok elnyomását Kuchlug, az utolsó najman kán fia által, akit Dzsingisz kán (1204 felé) kiszorított Mongóliából. A najman nesztoriánus keresztény Küchlük bitorolta a kara-khitánok trónját. 1211-ben egy mongol különítmény Khubilai Noyon, Dzsingisz kán egyik tábornokának parancsnoksága alatt megjelent Zhetysu északi részén. Arszlan-khan Karluk megölte Kayalik karakhitai helytartóját, és hűséget hirdetett Dzsingisz kánnak. A Zhetysu Kelet-Turkesztánnal együtt önként megadta magát a mongoloknak. Kucslugot a betörő mongolok 1218-ban megölték.

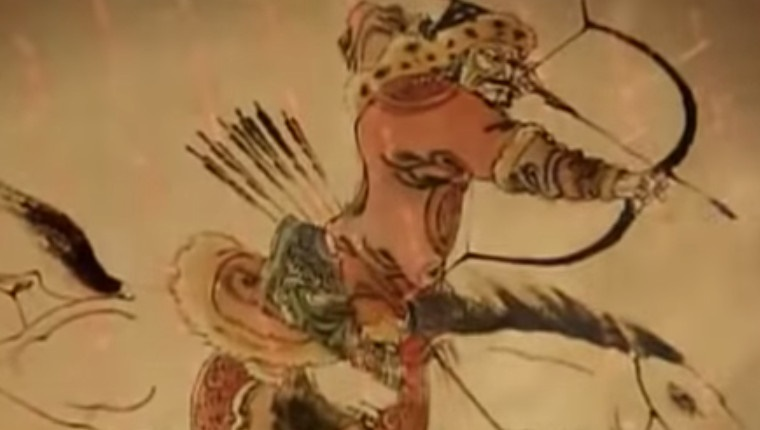
Egy mongol harcos lóháton, amint lovas íjászlövésre készül.

### Mongol korszak
1211-ben egy mongol különítmény jelent meg Khubilai Noyon parancsnoksága alatt Zhetysu északi részén. Arszlán kán Karluk, valószínűleg Arszlán kán fia és Mamdu kán testvére, megölte Kayalik khitán kormányzóját, és hűséget hirdetett Dzsingisz kánnak. Az Évkönyvek gyűjteménye feljegyzi, hogy Dzsingisz kán elvette Karluk Arszlan kán címét: "Legyen a neved Sartaktai", azaz Sart, mondta az uralkodó.
Miután a Karahánida Kánság bekebelezte a Csagatai Kánságot, a karluk népnév ritkán vált használatossá. A karluk nyelv volt az elsődleges alapja a Csagatai Kánság és Közép-Ázsia későbbi közvetítőnyelvének a Timurid-dinasztia alatt. Ezért a nyelvészek és történészek csagatai nyelvként jelölik, de kortársai, például Timur és Bábur egyszerűen turki nyelvnek nevezték.